# Die Mörder sind unter uns
Die Mörder sind unter uns is de eerste Duitse speelfilm van na de Tweede Wereldoorlog. De film werd gemaakt in 1945/46 door de DEFA in de Althoff-Ateliers in Babelsberg en in de Jofa-Ateliers in Berlin-Johannisthal. Regie en scenario waren van Wolfgang Staudte.
De film speelt in het jaar 1945 in het platgebombardeerde Berlijn. De vroegere legerchirurg Dr. Hans Mertens (Ernst Wilhelm Borchert) keert na de oorlog terug naar huis en ziet dat zijn huis in puin ligt. 
Hij heeft nog steeds te lijden onder de vreselijke herinneringen van de oorlog en wordt alcoholist. De fotografe Susanne Wallner (Hildegard Knef), een overlevende uit een concentratiekamp, vindt hem in haar oude appartement en beiden worden snel vrienden en huisgenoten. Al snel ontmoet Mertens zijn voormalige kapitein Ferdinand Brückner (Arno Paulsen). Deze liet op kerstavond 1942 36 mannen, 54 vrouwen en 31 kinderen van een Pools dorp doodschieten. Ondertussen is Ferdinand Brückner een populaire burger en een succesvolle zakenman die uit oude stalen helmen fornuizen produceert. Op kerstavond 1945 probeert Mertens hem te vermoorden, maar Wallner weet de moord op het laatste moment te voorkomen.   
De filmploeg maakte de opnames rechtstreeks in het puin van de stad. Wolfgang Staudte kreeg voor de film grotendeels positieve recensies. Niet alleen rekende hij af met het Duitse verleden, maar ook met dat van hem zelf; in 1940 was Staudte nog betrokken bij de productie van de nazipropaganda-film Jud Süß. 
Op 15 oktober 1946, werd de film voor de eerste keer gepresenteerd in het Admiralspalast in de Sovjet-sector van Berlijn, waar op dat moment de Duitse Staatsopera gehuisvest was. De eerste televisie-uitzending was in de DDR op 1 november 1955, in West-Duitsland was de film pas op 18 december 1971 te zien.

## Vertoning in Nederland
In Nederland werd de film in december 1948 onder de titel De moordenaars zijn onder ons als eerste Duitse film na de oorlog door de filmkeuring toegelaten met het predicaat 18 jaar en ouder. De commissie oordeelde dat het gevaar dat de openbare orde door de vertoning van een Duitse film zou worden verstoord nu wel geweken was.